# Proware
Proware Technology Corporation (от англ. «Professional Ware») — компания-производитель систем хранения данных с поддержкой интерфейсов iSCSI, SCSI, SAS, FC, а также сетевых систем хранения данных (NAS). Программное обеспечение собственной разработки базируется на ОС Linux. Штаб-квартира расположена в Тайбэе, Тайвань, год основания — 1992.
На сегодняшний день, ProWare фокусируется на четырёх линейках продукции: дисковые массивы серии Epica, дисковые массивы серии Simbolo, дисковые массивы DataPlum, сетевые хранилища данных proNas.
Дисковые массивы представлены в 42-, 24-, 16-, 12-, 8-, 5-дисковом исполнении.
В 2013 году перешла в собственность тайваньской компании UNIFOSA Corporation.

## Решения
Решения в области хранения данных созданные на основе оборудования Proware: кластерные решения, резервное копирование данных (backup решения soft Acronis), решения по видеонаблюдению, файловые хранилища.
Примеры решений:
- Система видеонаблюдения с использованием цифровых/сетевых хранилищ;
- Обеспечение отказоустойчивости и безопасности данных при большом количестве подключений пользователей;
- Сокращение расходов и повышение производительности благодаря переходу на системы электронной торговли.

Официальный дистрибьютор ProWare в России расположен в городе Москве.
В России, в частности, реализованы проекты в Современной гуманитарной академии (НАЧОУ ВПО СГА), в Высшем Арбитражном Суде Российской Федерации, в ОАО «ДМЗ-Камов».